# Leporinus desmotes
Leporinus desmotes is een straalvinnige vissensoort uit de familie van de kopstaanders (Anostomidae). De wetenschappelijke naam van de soort is voor het eerst geldig gepubliceerd in 1914 door Henry Weed Fowler.
De soort werd ontdekt in de rivier Rupununi. De naam (Grieks: Δεσμώτης) betekent "gevangene" en verwijst naar het patroon van lichte en donkere banden op het lichaam van de vis, dat doet denken aan de traditionele gestreepte gevangenisplunje.